# AEG F.1
 (juin 2019).
Si vous disposez d'ouvrages ou d'articles de référence ou si vous connaissez des sites web de qualité traitant du thème abordé ici, merci de compléter l'article en donnant les références utiles à sa vérifiabilité et en les liant à la section « Notes et références ».
L'AEG F.1 était un hydravion de reconnaissance biplace à coque datant de 1914, tracté par un moteur Benz de 150 ch.